# Cronaca Piniatense

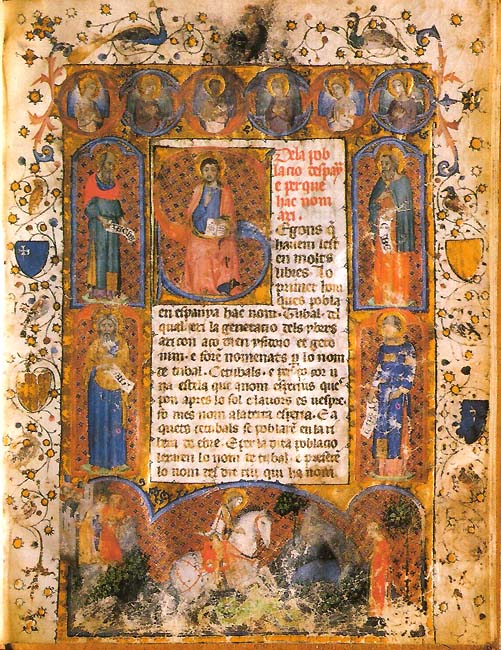
Dettaglio del manoscritto 2664 della Biblioteca Generale dell'Università di Salamanca

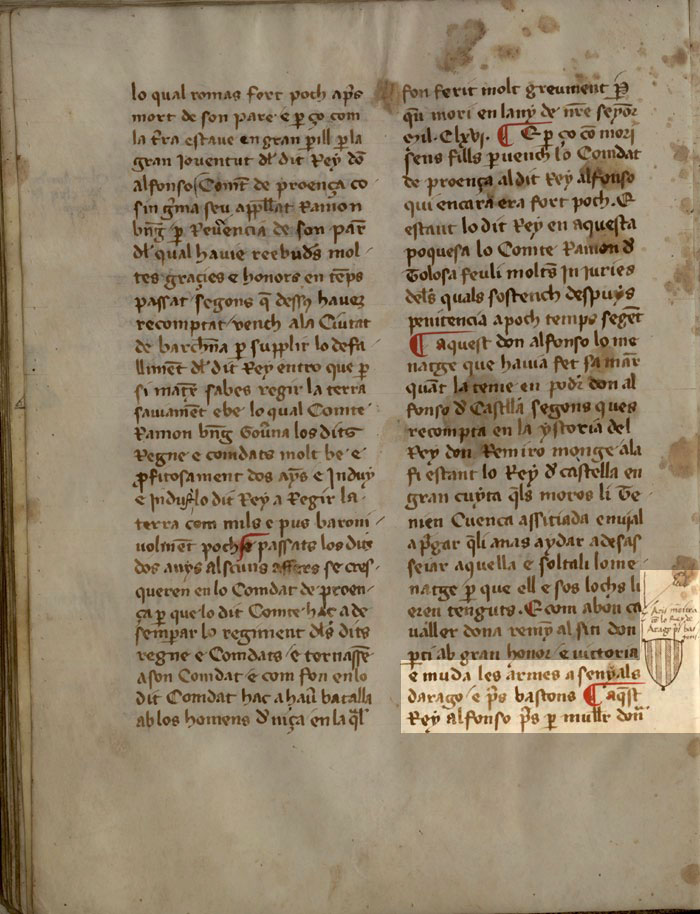
Dettaglio del manoscritto 1811 della Biblioteca Nazionale di Spagna

La Cronaca Piniatense (in aragonese Crònica de Sant Chuan d'a Penya; in catalano Crònica dels reys d'Aragó e comtes de Barcelona, o Crònica general), è una cronaca medievale in cui sono narrate le vicende dei sovrani d'Aragona, dalle origini dell'omonimo regno fino all'incoronazione di Pietro il Cerimonioso, che fu il committente dell'opera storiografica.
Pietro il Cerimonioso fu non soltanto lettore o mero collezionista di cronache, ma si dedicò egli stesso attivamente a questo genere letterario. In effetti, re Pietro diede impulso alla realizzazione di diverse cronache di carattere universale, come il Compendi historial di Jacme Domènech; dettò inoltre una Crònica degli anni del suo regno. Si deve alla sua volontà di dotare la Corona d'Aragona di una storia generale dei sovrani che la ressero, anche la produzione della Cronaca Piniatense, che fece circolare nelle tre lingue dei suoi regni peninsulari: latino, catalano e aragonese.

## Manoscritti
Il manoscritto originale in latino, anteriore al 1359, non è stato trovato. Nel 1366 il re Pietro inviava una copia in catalano al monastero di Ripoll e nel 1372 ordinava di farne una copia in aragonese. Secondo Miquel Coll i Alentorn, si conservano quattro versioni in catalano, due in latino e una in aragonese

L'incipit della Cronaca Crònica è: